# Cyperus anderssonii
Cyperus anderssonii là một loài thực vật có hoa trong họ Cói. Loài này được Boeckeler mô tả khoa học đầu tiên năm 1870.